# BRUCKNER2024
BRUCKNER2024 est un projet musical du chef d'orchestre Gerd Schaller, de la Philharmonie Festiva, du Bayerischer Rundfunk – Studio Franken, du label CD Profil Edition Günter Hänssler et du Festival d'été d'Ebrach dans le but de produire toutes les symphonies d'Anton Bruckner d'ici le 200e anniversaire. Le compositeur interprète toutes les versions y compris les rares versions intermédiaires et les enregistre sur CD.

## Contexte du problème de version
Anton Bruckner a écrit onze symphonies, dont il existe plusieurs versions ou étapes intermédiaires, ce qui est principalement dû au besoin constant de changement du compositeur. Bruckner n'a cessé d'affiner ses compositions et de rechercher leur forme idéale. De plus, il suivait souvent les conseils d'amis et de personnalités musicales de haut rang. Le rejet de certaines de ses symphonies signifiait qu'il gardait des doutes et apportait des améliorations. C'est pourquoi un nombre de ses œuvres symphoniques nous sont parvenues aujourd'hui dans des versions différentes, parfois indépendantes ou comme étapes intermédiaires.

## Objectif du projet
Traiter les différentes versions et surtout les étapes intermédiaires donne un aperçu intéressant de l'atelier du compositeur d'Anton Bruckner. Cela a été décisif pour le chef d'orchestre Gerd Schaller d'aborder un projet dans lequel toutes ces versions ainsi que les étapes intermédiaires essentielles sont jouées avec un seul orchestre et enregistrées sur des supports sonores. Cela devrait permettre aux auditeurs de comparer directement les versions individuelles et d’éliminer les différences d'interprétation causées par les points de vue diversifiés des différents chefs d'orchestre et orchestres.
Depuis 2007, Gerd Schaller n'a cessé de construire son cycle Bruckner, qui constitue la base sur laquelle repose BRUCKNER2024,,,,,,,,,.